# SOAB
SOAB (ehemals: SonuVab!tch) ist eine 2009 in Rostock gegründete Rockband. Ihr Musikstil ist geprägt von Bands der kommerziell erfolgreichen Nu-Metal-Welle, die ihren Höhepunkt im Jahr 2000 erreichte.
Die Band veröffentlichte ihr Debütalbum Holiday Heart Syndrome 2013 über das Label Tubareckorz, vertrieben wird es von Nuclear Blast.

## Bandname
Der Name der Band gründet sich im Buch The Catcher in the Rye des US-amerikanischen Schriftstellers Jerome David Salinger, das die Mitglieder der Band im Rahmen ihres Englischunterrichts lasen. Es beschreibt die dreitägige Odyssee des 16-jährigen Internatsschülers Holden Caulfield, der von Selbstzweifel gequält, zwischen Rebellion und Frustration aufgewühlt, durch das winterliche Manhattan irrt. Der Protagonist nutzt in seinen Ausführungen einen äußerst aggressiven Wortschatz, darunter auch der Begriff Sonuvabitch, Kurzform für Son of a Bitch und, frei übersetzt, dem deutschen Schimpfwort Hurensohn gleichbedeutend. Trotz der provokanten Übersetzung, einigte sich die Band in ihrer Gründungsphase auf diese Phrase.
Die gleiche Botschaft und Spiritualität, die Salinger ausdrucksvoll in seinem Werk transportiert, soll auch in ihrer Musik und ihren Songtexten eingefangen werden.

## Bandgründung
Die Band besteht aus den fünf Mitgliedern Tobias Horstmann, Lucas Bartels, Georg Salomon, Lennart Münchow und Johann Knoche. Die Personen waren sich bereits aus vielen Musikprojekten vertraut und spielten in wechselnden Besetzungen unter anderem in den Metalbands Core of Destruction und Limit Break miteinander, die schnell regionale Bekanntheit erreichten. Mit der Beendigung ihrer schulischen Laufbahn endeten jedoch auch diese Musikformationen. Im Herbst 2009 gründeten darauf die verbliebenen ehemaligen Mitglieder ihr neues Musikprojekt unter dem Namen SonuVab!tch. Ein Erkennungsmerkmal der Band ist die körperliche Einschränkung ihres Sängers, Tobias Horstmann. Dieser wurde mit nur einem Arm geboren.

## Stil
Die Band benutzt die klassischen Musik-Elemente ihrer Vorbilder, um damit Brücken zwischen den jeweiligen Genres zu bilden. So kombinieren sie in ihren Songs gängige Hip-Hop-Elemente mit prägnanten Gitarrenparts sowie Screams des Metalsegmentes mit konventionellen Pop-Elementen. Ihre Texte sind ausschließlich in Englisch und inhaltlich durch Jugenderfahrungen der fünf Musiker geprägt. Diese wuchsen im ländlichen Teil Mecklenburg-Vorpommerns auf und wurden dort zum Teil Opfer rechter Gewalt. Diese Erlebnisse finden sich fragmentarisch in ihres Songs wieder, beispielsweise in Courage, der die Zivilcourage deutscher Bürger thematisiert. Jedoch auch banalere Themen werden selbstironisch verarbeitet.

## Werdegang

### Unleash The Beast

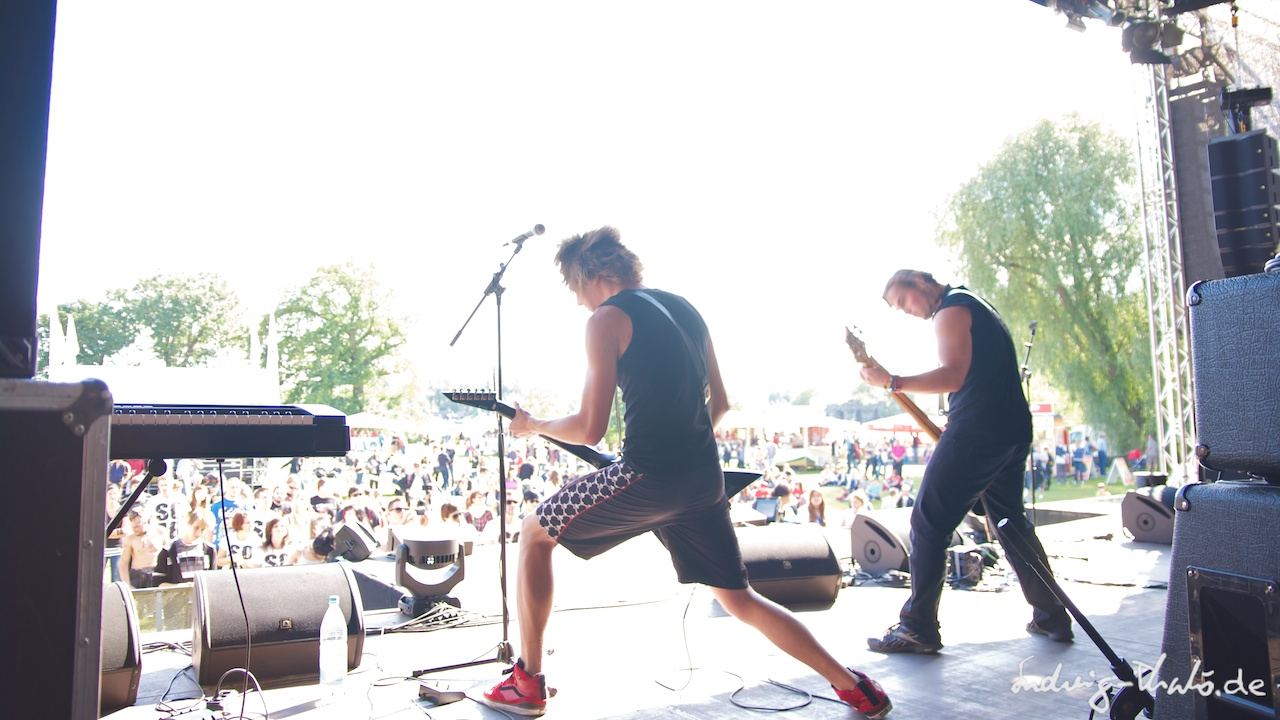
SonuVab!tch im Vorprogramm von Polarkreis 18

Der Bandgründung im Jahre 2009 folgten alsbald erste Auftritte und im Sommer 2010 die Veröffentlichung der ersten EP Unleash The Beast, die vier Tracks beinhaltete. Sie wurde in Zusammenarbeit mit dem renommierten Musiker Jonas Wolter verwirklicht, der die Band sowohl in puncto Recording wie auch Songwriting unterstützte. Die EP erschien in einer Auflage von 500 Stück in Eigenregie und war binnen Wochen restlos ausverkauft.

### Konzerte
Es folgten viele weitere Konzerte, einige im Tourneeprogramm bekannter Künstler wie Tim Bendzko, den Donots oder Dritte Wahl, kleinere Touren und Festivalauftritte in ganz Deutschland sowie Konzerte auf Fachmessen wie der Musikmesse Frankfurt oder der Internationalen Funkausstellung, worüber auch die Zeitschrift TV Spielfilm berichtete.

#### Endstation Rechts

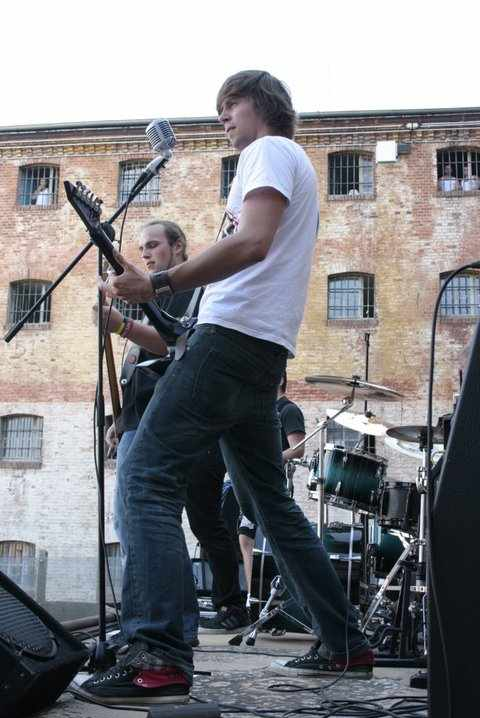
SonuVab!tch auf ihrem Konzert vor 125 Häftlingen in einer Justizvollzugsanstalt

Die Band engagiert sich zudem für soziale Projekte, gab Konzerte in integrativen Schulen, Behindertenwerkstätten, Diskussionsforen sowie in der Justizvollzugsanstalt Bützow. Zudem treten sie gegen Gewalt in jeglicher Form ein und wurden im Zuge dessen Sieger des Storch-Heinar-Bandcontests. Diese Modemarke ist die satirische Antwort der Jusos Mecklenburg-Vorpommern auf die Bekleidungsmarke Thor Steinar, die als Erkennungssymbol der rechtsextremen und neonazistischen Szene gilt.
Der Sieg in diesem Wettstreit ebnete der Band den Weg in Veranstaltungen der Endstation Rechts – Initiative der SPD Mecklenburg-Vorpommern – unter der Schirmherrschaft Mathias Brodkorbs. Der Preis wurde ihnen im Rostocker M.A.U. Club von dem Comedian Olaf Schubert überreicht. SonuVab!tch trat infolgedessen mit Künstlern wie Polarkreis 18, Jenix oder Luxuslärm auf dem Endstation-Rechts-Festival in Schwerin vor mehr als 10.000 Menschen auf. Zudem wurden vier ihrer Songs auf der Storchkraft Schulhof CD, die, unter der Leitung des SPD-Landtagspolitikers Julian Barlen erstellt, als Reaktion auf die Verteilung von CDs an Schulhöfen durch die NPD erschien. Mehr als 10.000 Exemplare der Storchkraft Schulhof CD wurden gepresst und in ganz Deutschland verteilt.

#### Festivals
Mit steigendem Bekanntheitsgrad wuchs auch die Anzahl der Konzerte der Band. Seit Bestehen wurden mehr als 100 Gigs in ganz Deutschland absolviert, sowohl auf Festivals wie auch weitere Auftritte im Vorprogramm bekannter Bands wie Mainpoint, die Vorboten, Crushing Caspars, Die Apokalyptischen Reiter (Band), Ragnaröek usw.

#### Bandwettbewerbe
Die Band siegte in einer Vielzahl von Wettbewerben. Neben dem oben erwähnten Sieg im Storch-Heinar-Bandcontest waren SonuVab!tch ebenfalls Mecklenburg-Vorpommerns Landessieger im weltweiten Emergenza Contest und vertraten ihr Bundesland auf dem Deutschlandfinale im Berliner Astra-Kulturhaus, sie waren Finalist des etabliertesten Musikerwettstreits Mecklenburg-Vorpommerns, dem Landesrockfestival MV, sowie erstmaliger Finalist Mecklenburg-Vorpommerns im internationalen Schooljam Bandcontest. Dieser Wettstreit ist, unterstützt von prominenten Schirmherren wie Spiegel Online, Last.fm oder VIVA Deutschland der größte Schülerbandwettbewerb Deutschlands. Mehr als 1600 Bands nehmen jährlich teil. In der elfjährigen Geschichte des Wettstreits ist SonuVab!tch die einzige Band Mecklenburg-Vorpommerns, die sich gegen die Schulen der größeren Bundesländer durchsetzen konnte. Sie spielten auf der Musikmesse Frankfurt, die jährlich mehr als 80.000 Besucher anzieht, mit Bands wie Stereolove, der Nachfolgeband von Reamonn, Roman Lob und Frida Gold in der Festhalle (Frankfurt am Main). Im Finale trat die Band gegen die sieben Konkurrenten der anderen Bundesländer an, konnte die Jury, besetzt mit Produzenten, Veranstaltern und Musiker, z. B. Dennis Poschwatta, Schlagzeuger der Guano Apes jedoch nicht überzeugen.

### Musikvideos
Die Band konzipierte für eine Vielzahl ihrer Songs eigene Musikvideos. Sie handelt dabei komplett autark. Vom Drehbuch über den Dreh an sich bis zum Schnitt des Videos ist nichts von Fremdkräften durchgeführt; alles wird von der Band selbst übernommen.

#### Alive– 2011
Die Band versteht diesen Song als Appell an sämtliche Musiker größeren Formats, wieder auf den Boden der Tatsachen zurückzukommen. Er ist eine Auflehnung gegen gängige Rockstar-Klischees und Stereotypen, umgesetzt in lockerer Musikalität mit gängiger Melodie, schwingenden Rap-Parts und einfachen Grundakkorden. Die Band durchlebt im Video ihren stellenweise zugespitzten Alltag. Sie treffen sich im Verlauf der Handlung im Proberaum der Band, bauen ihr Equipment auf und geben Abends ein Konzert vor Freunden und bodenständiger Kulisse. Der Song wurde, in abgeänderter Form, auch auf dem Debütalbum Holiday Heart Syndrom veröffentlicht. Die Statistenrollen in diesem Video wurden von Schulfreunden übernommen, so auch die Kameraführung während der Live-Performance. Diese übernahm Hannes Wichmann, der der Band bei vielen weiteren Projekten zur Seite stand.

#### Courage– 2012
Im Zuge der damaligen Welle gewalttätiger Übergriffe auf Bahnhöfen deutscher Großstädte und in Anlehnung an Erfahrungen mit rechtsextremer Gewalt in ihrer Jugendzeit, konzipierte die Band einen Song, der als Aufruf an die Zivilcourage deutscher Bürger verstanden werden soll. Auf inhaltlicher Ebene wird in dem Song eine brutale Attacke auf einen wehrlosen Menschen geschildert. Diese wird von einer unbekannten Person beobachtet, die jedoch regungslos und unfähig, eine Entscheidung zu treffen, die Gewalttat geschehen lässt. Jahre später wird dieser Unbekannte ebenfalls Opfer der gewalttätigen Angreifer. In den Versen des Songs lässt die Band den Zuhörer die grausige Handlung durchleben, während sie im Refrain immer wieder an ihn appelliert, einzugreifen und nicht zuzusehen. Musikalisch wird der Song von harten Gitarrenriffs getragen; Metalelemente wie Breakdowns und Gutturaler Gesang werden mit sphärischen Elementen wie Klaviersounds und Flüstern kombiniert. Das Video stellt die Handlung in dunklen Bildern sinngemäß nach. Der Protagonist wird Zeuge einer Gewalttat, die ihn lähmt und paralysiert. Während er sich anteilnahmslos durch düstere Gänge bewegt wird in schnellen Bildern die Performance der Band gezeigt. Im letzten Drittel des Videos treffen Band und Hauptdarsteller aufeinander, der sich letztendlich seiner lähmenden Ketten entledigt und sich den vermummten Peinigern entgegenstellt.

#### Another Fake– 2013
Das dritte Video der Band ist die musikalische Umsetzung einer Liebesgeschichte, die einem Bandmitglied widerfahren ist. Anders als in ihren zwei vorherigen Werken, ist in diesem Video der Fokus nicht auf die Bandmitglieder, sondern auf zwei Hauptdarsteller, ein Schülerpaar, gerichtet. Im Video wird der Zuschauer Zeuge des plötzlichen Zusammenfindens der beiden. Humoresk platziert sich die Band dabei in den Handlungssträngen und lockert das Geschehen mit kurzen Performanceparts auf. Die weibliche Hauptperson trifft auf der Party des Protagonisten ein. Auf dieser Feier absolviert auch SonuVab!tch einen Auftritt und währenddessen finden die beiden Hauptpersonen zueinander. Als der Protagonist am nächsten Morgen sein Bett jedoch verlassen vorfindet, beginnt er wutentbrannt sein Zimmer zu verwüsten. Als er letztendlich aus dem Haus stürmt, kommt ihm sein weibliches Pendant jedoch lächelnd mit einer Brötchentüte entgegen und küsst ihn. Der Song ist von Rhythmen und Melodien aus der Popmusik durchlaufen, wartet jedoch auch vereinzelt mit Parts und Strukturen der Nu-Metal-Musik auf. Das Musikvideo wurde, wie auch die Vorgänger auf dem Youtube-Kanal der Band veröffentlicht.

### Holiday Heart Syndrome
Das Debütalbum der Band wurde im Oktober 2013 über das Label Tubareckorz veröffentlicht und wird von Nuclear Blast vertrieben.

#### Namensableitung
Der Name des Albums leitet sich aus dem Herzleiden Holiday heart syndrome (Herzrhythmusstörungen nach übertriebenem Alkoholkonsum) ab. Dieses war dem Sänger der Band, Georg Salomon, von seinem Arzt während seines Grundwehrdienstes bei der Bundeswehr attestiert worden. Diese Symptome wollte die Band mit ihrem Debütalbum beim Hörer realisieren, weshalb man sich für den medizinischen Fachausdruck als Albumtitel entschied.

#### Finanzierung
Mitte des Jahres 2012 fasste die Band den Entschluss, ihre bis dato geschriebenen Songs in Form eines Albums zu veröffentlichen. Da die Band zu diesem Zeitpunkt bei noch keinem Label unter Vertrag war, entschied man sich, dies durch ein neuartiges Finanzierungssystem zu realisieren. SonuVab!tch kombinierten Elemente des Crowdfunding mit bekannten Funktionen des Sponsoring zu einem weitergehenden Konzept. Auf der einen Seite ermöglichten sie ihren Fans, sich im Voraus ein Exemplar des entstehenden Albums zu sichern. Der Preis dafür war die Hälfte des geplanten Verkaufspreises des Albums, dafür erhielten die Fans die fertige CD, nebst Fanartikeln wie Autogrammkarten, Aufkleber und Danksagung, nach der Albumveröffentlichung. Auf der anderen Seite schrieb die Band Unternehmen ihrer Region an und bot an, sich für einen Geldbetrag ein Teil des Albumbooklets zu sichern, auf dem die Unternehmen ihre Werbung platzieren konnten. Auf diese Weise konnte sich die Band mehr als 10.000 € für die Umsetzung ihres Albums sichern.

#### Recording
Holiday Heart Syndrome wurde daraufhin in mehreren Sessionphasen im Pete Musik Tonstudio in Rostock aufgenommen. Das Album fasst zwölf Songs und einen Introtrack. Sowohl die Musik wie auch die Texte stammen ausschließlich von den fünf Bandmitgliedern. Nach Abschluss der Aufnahmen wurden die Songs in den Snowland-Studios von Jens Quandt gemastert und überarbeitet. Dort wurden SonuVab!tch von der Band Knorkator, die ebenfalls im Studio arbeiteten, entdeckt. Sie wurden prompt auf dem eigenen Label der Band, Tubareckorz aufgenommen und veröffentlicht.
Eine besondere Rolle nimmt Harald Wehmeier, langjähriger Redakteur des Norddeutschen Rundfunks bei der Gestaltung des Albums ein. Wehmeier, Schöpfer der Stenkelfeld-Hörspiele und der Radioserie Frühstück bei Stefanie, ausgezeichnet mit dem Deutschen Radiopreis 2011, spricht im Intro des Albums die Einleitung zum Song Whatever You Say. Er mimt dabei eine seiner prominentesten Rollen, "Opa Gehrke" der Radioserie Frühstück bei Stefanie, der sich über den Namen der Band lustig macht.

### Umbenennung und zweites Album
Die Band benannte sich 2017 in SOAB um. 2018 nahm die Band an X Factor mit Jennifer Weist als Mentorin teil, erreicht jedoch lediglich die Auditions. 2022 gaben SOAB bekannt, das sie nun bei Dritte Wahl Records, dem Label von Dritte Wahl unter Vertrag stehen. Als erste Single erschien Mit jedem Kilometer am 1. Juli 2022. Das Album OK, wow erschien schließlich am 21. Oktober 2022.

## Diskografie
- 2010: Unleash the Beast (EP)
- 2011: Storchkraft Schulhof CD (mit vier Liedern)
- 2013: Holiday Heart Syndrome
- 2022: Ok, wow (Dritte Wahl Records)

## Videos
- 2011: Alive
- 2012: Courage
- 2013: Another Fake
- 2021: Beiß ab
- 2022: Mit jedem Kilometer (feat. Dritte Wahl)
- 2022: Get the Fuck Up